# Kreolščina
Kreolščina je pidžin, ki ga govorci vzamejo za svoj materni jezik. Za razliko od pidžina, ki je pomožni sporazumevalni jezik in tako drugi naučeni jezik, se kreolščine otroci naučijo kot prvi jezik. Kreolski jeziki so pogosti na območjih evropskega kolonialnega osvajanja, kjer so nekoč delali sužnji ali najemniška delovna sila, zlasti na otočjih Tihega in Indijskega oceana ter na Karibskih otokih. Imajo bolj zapleteno slovnično zgradbo od pidžinov in bogatejši besedni zaklad, spominjajo pa na slabo naučene evropske jezike.